# 安娜·戈米
安娜·戈米（法語：Anna Gomis，1973年10月6日—），法国女子摔跤运动员。她曾代表法国参加2004年夏季奥林匹克运动会摔跤比赛，获得女子自由式55公斤级铜牌。